# 後藤孝鎮
後藤 孝鎮（ごとう ゆきやす、1981年10月28日 - ）は、地方競馬の佐賀競馬場東美義厩舎所属の元騎手である。勝負服の柄は胴黄・桃菱山形一本輪、袖桃。熊本県出身、血液型B型。荒尾競馬場の後藤禎文元調教師は実父。

## 来歴
1999年3月31日付けで地方競馬騎手免許を取得。同年4月3日第1回荒尾競馬1日目第2競走アラブ系C級条件戦をヨシノオージョで優勝し、初騎乗初勝利（7頭立て3番人気）。
2000年9月26日第15回全日本新人王争覇戦優勝（12人中）。同年12月24日第13回荒尾競馬6日目第9競走第21回九州ジュニアグランプリをエスパーアラオで優勝し、重賞初制覇（9頭立て2番人気）。
2001年地方競馬通算100勝達成。
2004年1月24日第1回小倉競馬3日目第10競走かささぎ賞（500万下）でガンバルツヨシに騎乗し、中央競馬初騎乗（15頭立て14番人気9着）。
2006年3月8日第17回荒尾競馬2日目第5競走サラブレッド系C級1組条件戦をルーベラで優勝（8頭立て2番人気）し、地方競馬通算300勝達成。
2007年7月8日付けで佐賀競馬の東美義厩舎へ移籍。
2008年1月31日付けで騎手廃業が発表された。
地方通算成績は4066戦366勝・2着395回・3着494回・勝率9.0%・連対率18.7%
中央競馬2戦0勝